# Prise de Monterey
La prise de Monterey est une action militaire menée par la marine américaine et le corps des Marines en 1842, contre la cité californienne, alors mexicaine, de Monterey.

## Histoire
En raison de rumeurs selon lesquelles la guerre aurait éclaté entre les États-Unis et le Mexique, le commandant de l'escadre du Pacifique Thomas ap Catesby Jones quitte Lima au Pérou, avec trois navires de guerre, et fait route vers Monterey, en Californie. L'objectif des Américains est de prendre le contrôle de la capitale car ils suspectent les Britanniques de vouloir prendre possession de la Californie. En effet, cette région sous le contrôle du Mexique est politiquement très instable et les grandes puissances, comme la France, l'Empire britannique et les États-Unis cherchent à y étendre leur influence.
Les forces américaines comprennent la frégate USS United States et deux sloops, l'USS Dale et l'USS Cyane. L'escadre jette l'ancre dans la baie de Monterey le 19 octobre. Le commodore Jones envoie alors son commandant en second, le capitaine James Armstrong à terre afin d'exiger une reddition mexicaine pour 9h00 le lendemain matin. La garnison mexicaine ne compte que cinquante-huit hommes dans un vieux fort et ces derniers préfèrent ne pas opposer de résistance. Cinquante Marines et cent marins peuvent débarquer et prendre la ville sans incident.
Ce n’est que le lendemain que le commodore Jones apprend que le conflit qu'il croit en cours n'existe pas, et que les intentions prêtées aux Britanniques sont erronées. Les troupes mexicaines sont alors libérées et les forces américaines se rembarquent. Le gouverneur de la province, Manuel Micheltorena (en) qui avait ordonné la mobilisation des forces militaires mexicaines pour résister à l'incursion, apprend le retrait américain et le 26 octobre 1842, insiste pour que le commodore Jones le rencontre à Los Angeles afin de remédier publiquement à la situation. Lors de la rencontre qui se déroule les 17 et 18 janvier 1843, Micheltorena exige des compensations dont : 1500 uniformes complets, des instruments de musique, et 15 000 $. Jones refuse de céder à ces exigences. En forme d’excuses, la flotte américaine salue le drapeau mexicain en quittant le port le 21 janvier 1843,. Jones met alors le cap sur Hawaï que les Britanniques viennent de prendre (affaire Paulet (en)), afin de restaurer le royaume d'Hawaï,.
L'intervention américaine fut très impopulaire au Mexique. La garnison fut chargée de construire des défenses supplémentaires et d’installer des batteries d’artillerie côtière pour protéger la ville contre une éventuelle nouvelle attaque américaine.
Côté américain, Thomas ap Catespy Jones est officiellement relevé de son commandement du Pacific Squadron, mais son comportement n'est pas remis en question. Il servira d'ailleurs plus tard lors de la guerre avec le Mexique.